# Amendeuix-Oneix
Amendeuix-Oneix település Franciaországban, Pyrénées-Atlantiques megyében. Lakosainak száma 466 fő (2022. január 1.). Amendeuix-Oneix Labets-Biscay, Aïcirits-Camou-Suhast, Beyrie-sur-Joyeuse, Gabat, Garris, Luxe-Sumberraute és Saint-Palais községekkel határos.

## Népesség
A település népességének változása:
| Lakosok száma | 435  | 448  | 457  | 448  | 448  | 450  | 455  | 459  | 466  |
|               | 2013 | 2015 | 2016 | 2017 | 2018 | 2019 | 2020 | 2021 | 2022 |